# Rania Gabsi
Rania Gabsi (født 22. januar 1988 i Tunesien) er en tunesisk skuespillerinde.

## Filmografi

### Biograf
- 2011: Sort guld af Jean-Jacques Annaud

- 2012: Millefeuille af Nouri Bouzid: Fatma

- 2014: El Ziara, den sorte måne af Nawfel Saheb-Ettabâa

### Fjernsyn

#### Serie
- 2008-2014: Maktoub (Destiny) af Sami Fehri på Watania TV og derefter på El Hiwar Ettounsi: Yosr Ben Salah

- 2014-2015: School af Zied Letaiem: Mayssa

- 2016: Warda w Kteb (En rose og en bog) af Ahmed Rjeb: Karima

- 2020: Awled Moufida (The Sons of Moufida) af Sami Fehri

- 2022: Baraa (Uskyld) af Mourad Ben Cheikh og Sami Fehri

#### Emissioner
- 2012: The Crocodile (afsnit 22) på Ettounsiya TV

- 2012: Café'IN på Tunisna TV: vært

- 2014: Maândek Win Tohreb (Du har ingen steder at løbe) (afsnit 11) på Tunisna TV

- 2015: Dbara Tounsia (tunesiske opskrifter) (afsnit 27) på Ettounsiya TV

- 2017: 360° med Hédi Zaiem på El Hiwar Ettounsi

- 2018: Media politi på Tunisna TV

- 2018: Fekret Sami Fehri (Ideen om Sami Fehri) med Hédi Zaiem på El Hiwar Ettounsi

#### Videoer
- 2017: Bikch (Er du okay?) (klip) af Walid Nahdi, instrueret af Mohamed Ali Nahdi

- Mima (Maman): Videoklip Dueto med Momo Sky